# بدر الدين الحوثي
بدر الدين بن أمير الدين بن حسين الحوثي (23 نوفمبر 1926 - 25 نوفمبر 2010) أحد أبرز المراجع الفقهية للزيدية الهادوية. ولد في مدينة ضحيان بمحافظة صعدة في المملكة المتوكلية اليمنية (دولة قامت في شمال اليمن من سنة 1918 حتى قيام ثورة 26 سبتمبر عام 1962). وأحد الأعضاء المؤسسين لحزب الحق اليمني. كان الزعيم الروحي لجماعة أنصار الله الزيدية المسلحة المعروفة باسم «الحوثيين». وهو والد عبد الملك الحوثي (الزعيم الحالي لجماعة أنصار الله وحسين (مؤسس جماعة «الشباب المؤمن» التي أصبحت فيما بعد جماعة انصار الله) ويحيى (عضو سابق في مجلس النواب اليمني).

## مؤلفاته
- من هم الرافضة.
- تفسير جزء تبارك وجزء عم.
- التيسير في التفسير
- تحرير الأفكار عن تقليد الأشرار.
- الزيدية في اليمن.
- الغارة السريعة في الرد على الطليعة
- لإيجاز في الرد على فتاوى الحجاز
- شرح أمالي الإمام أحمد بن عيسى بن زيد بن علي عليهم السلام
- طرق تفسير القرآن الكريم
- كشف الغمة في مسألة اختلاف الأمة
- المجموعة الوافية في الفئة الباغية
- القاضب الخافض لهامات النواصب
- التحذير من الفرقة
- أحاديث مختارة في فضائل أهل البيت عليهم السلام.
- إرشاد الطالب إلى أحسن المذاهب.
- إيضاح المعالم في الرقى والتمائم.
- بيان الرهان من القرآن على تخليد أولياء الشيطان في النيران.
- التبيين في الضم والتمين.
- آل محمد ليسوا كل الأمة.
- الجواب على الحكمي.
- الفرق بين السب والقول الحق.
- من هم الوهابية.
- المطرفية.
- النصيحة المفيدة.
- التيسير في التفسير

## وفاته
أعلنت جماعة الحوثي وفاته بمرض الربو عن ستة وثمانين عاما في حين ادعت جماعة (تنظيم القاعدة في جزيرة العرب) في اليمن أنها استهدفت موكبه في يوم الغدير  بمفخخة بين صعدة والجوف.